# مقهى بلاط الرشيد (عمان)
مقهى بلاط الرشيد هو مبنى تراثي يقع في وسط البلد القديم لمدينة عمّان، الأردن. يُعتبر أحد أقدم المباني المُحافظ عليها في تاريخ المدينة المعاصر، حيث تم بناؤه عام 1924، ليكون أقدم مقهى في المدينة. يتميز المقهى بشرفته المطلة على شارع الملك فيصل، والمكسوة برسومات لكثير من أعلام دول العالم، كأسلوب لجذب السياح الذين يقصدون ذلك المقهى باستمرار.

## تاريخ

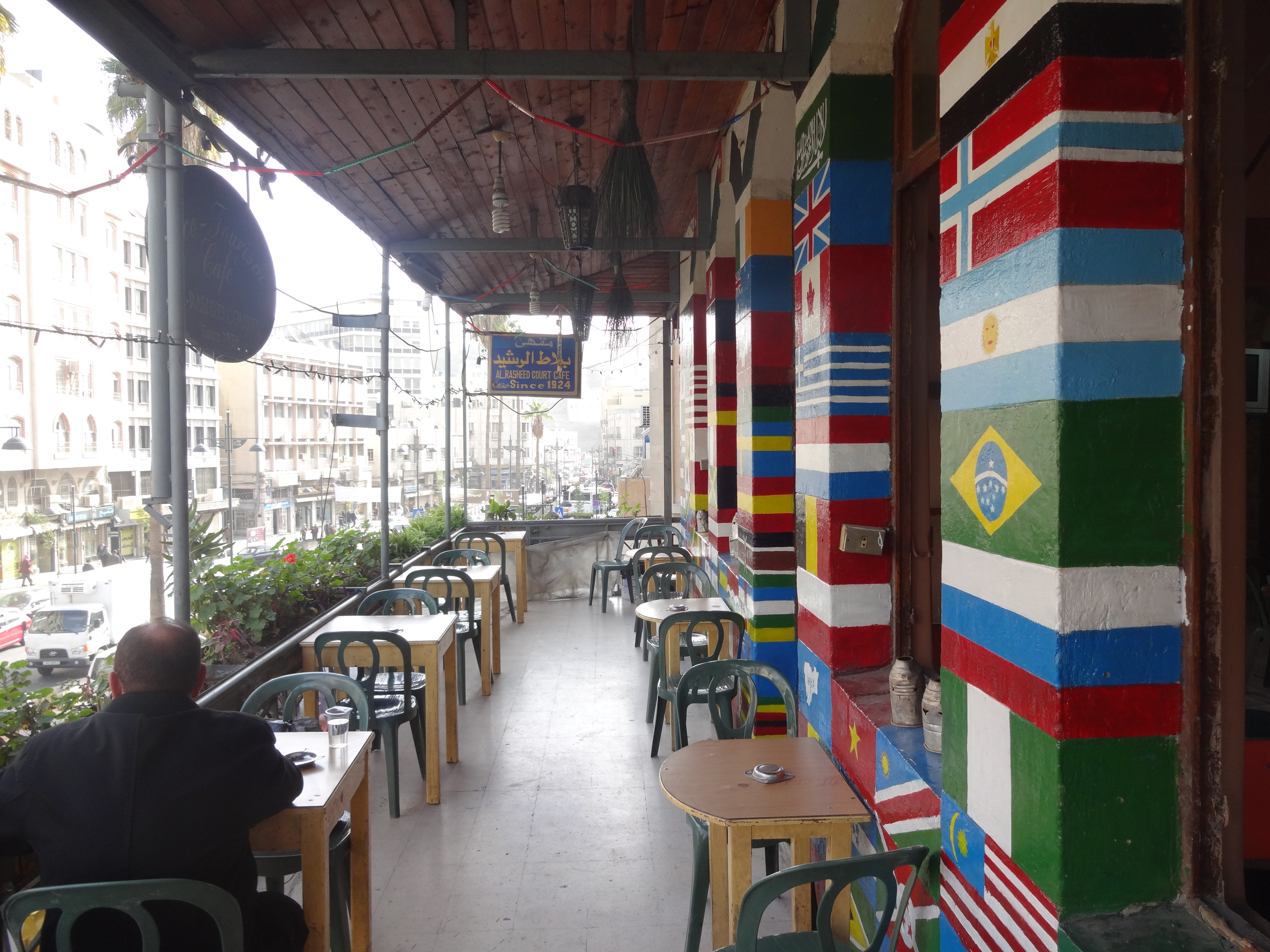
واجهة الأعلام التي تشتهر بها شرفة المقهى.

تأسس هذا المقهى الشعبي في وسط عمّان الثقافي عام 1924، كمكان للالتقاء والتباحث حول القضايا المطروحة في ذلك الحين، حين كانت وظيفة المقهى تتعدى الجانب الترفيهي، نحو الملتقى الثقافي والصالون السياسي، جامعًا لكل التيارات السياسية.
كان هذا المقهى بالماضي عبارة عن ديوان ومضافة وقاعة استقبال للزبائن وللزوار ممن لهم صلة برواده وأصحابه أيضًا. ففي الثلاثينات والاربعينات والخمسينات من القرن الفائت كانت هذه الصالة الشرقية الطراز أشبه بمنتدى اجتماعي وثقافي وسياسي لبعض نُخب وشخصيات عمّان الشهيرة. حيث يتداولون شؤونهم وشؤون الحياة آنذاك.